# Царетворець
Царетво́рець, королеробець або кінгме́йкер (англ. Kingmaker) — термін, яким зазвичай означають людину або групу осіб, які володіють великим впливом на те, хто прийде до влади, але при цьому самі безпосередньо прийти до влади не можуть. Вперше так був названий граф Ворік; багато в чому завдяки його зусиллям під час війни Червоної та Білої троянд спочатку став регентом Річард Йоркський, а потім повернувся на престол Генріх VI.

## У теорії ігор
Якщо в грі беруть участь 3 або більше гравців і один з них вже не має шансів на перемогу, але може своїми діями вплинути на те, хто стане переможцем, то його називають «Kingmaker». Таким чином, він по суті грає вже не за самого себе, а за того з потенційних переможців, перемога якого для нього вигідніша.

## У політиці
У монархічних державах поява царетворців пов'язана з обмеженнями, що не дозволяють займати трон тим, хто не належить до правлячої династії. Тим не менш, людина, що не має формальних прав на престол, може стати досить впливовою і призначати чи навіть зміщувати монархів з власної волі.
В багатопартійних демократичних державах, особливо в парламентських республіках і конституційних монархіях, часто виникає ситуація, коли жодна партія не може сформувати уряд самостійно. Тоді у ролі царетворця може виступити одна з другорядних партій, яка погодиться стати молодшим партнером у коаліції з тією стороною, яка запропонує вигідніші умови (зазвичай такі партії займають центристські, компромісні позиції).